# Религија народа Јоруба
Религија народа Јоруба обухвата традиционалне верске и духовне концепте и праксе Јоруба. Њена домовина је у данашњој југозападној Нигерији и суседним деловима Бенина и Тогоа, познатије под именом Јорубаленд. Јорубска религија се састоји од различитих традиција. Утицала је на мноштво успешних традиција као што су Сантерија, Умбанда, Тринидад Ориша и Камдобле. Јоруба религиозна уверења су део Итана, скупа песама, историје, прича и других културних концепата који чине јоруба друштво.

## Веровања
Према Кола Абимболи, Јорубе су развиле робусну космологију. Укратко, сматра се да сва људска бића поседују оно што је познато као "Ајанмо" (судбина) и очекује се да ће на крају постати једно у духу са Олодумареом (Олорун, божански творац и извор енергије). Надаље, мисли и акције сваке особе у Аје ("стваран/људски" свет) комуницирају са свим осталим живим стварима, укључујући и саму Земљу.

Свака особа покушава да постигне трансценденцију и пронађе своју судбину у Орун-Рере (духовно подручје оних који раде добре и корисне ствари).
Човеков ори-ину (духовна свест у ствараном свету) мора расти како би се окончала заједница са својим "Ипонри" (Ори Орун, духовно ја).
Они који престану да расту духовно, у било ком њиховом животу, су предвиђени за "Орун-Апади" (невидљиво подручје крхотина). За живот и смрт се каже да су циклуси постојања, у низу физичких тела, док дух еволуира према трансценденцији. За ову еволуцију се тврди да је најочигледнија међу Оришама, божанским везиркама Олоруна.
Ивапеле (или добро уравнотежена) медитативна рецитација и искрено поштовање су довољни да ојачају ори-ину већине људи. Добро избалансирани људи, верују се, могу да позитивно користе најједноставнији облик везе између свог Ориса и свемогућег Олу-Оруна: адура (петиција или молитва) за божанску подршку.
Молитва према Ори Оруну производи непосредну сензацију радости. Елегбара (Есху, не божански гласник, већ оптужилац праведника) покреће контакт са духовним подручјем (не божанским местима) у име подносиоца молбе и преносе молитву на Аје; испоручилац асе или искре живота. Он прослеђује ову молитву без икаквог искривљења. После тога, подносилац молбе може бити задовољан личним одговором. У случају да он или она није задовољна, може се консултовати пророчанство Ифа Ориша Орунмила. Сва комуникација са Оруном, без обзира да ли је поједностављена у облику личне молитве или компликована у облику онога што је иницирао Иницијални Бабалаво (свештеник преданости), подстиче се позивом на ас.
У јоруба веровању, Олодумаре има све што јесте. Стога, сматра се врховним.